# Dorfkirche Nennhausen

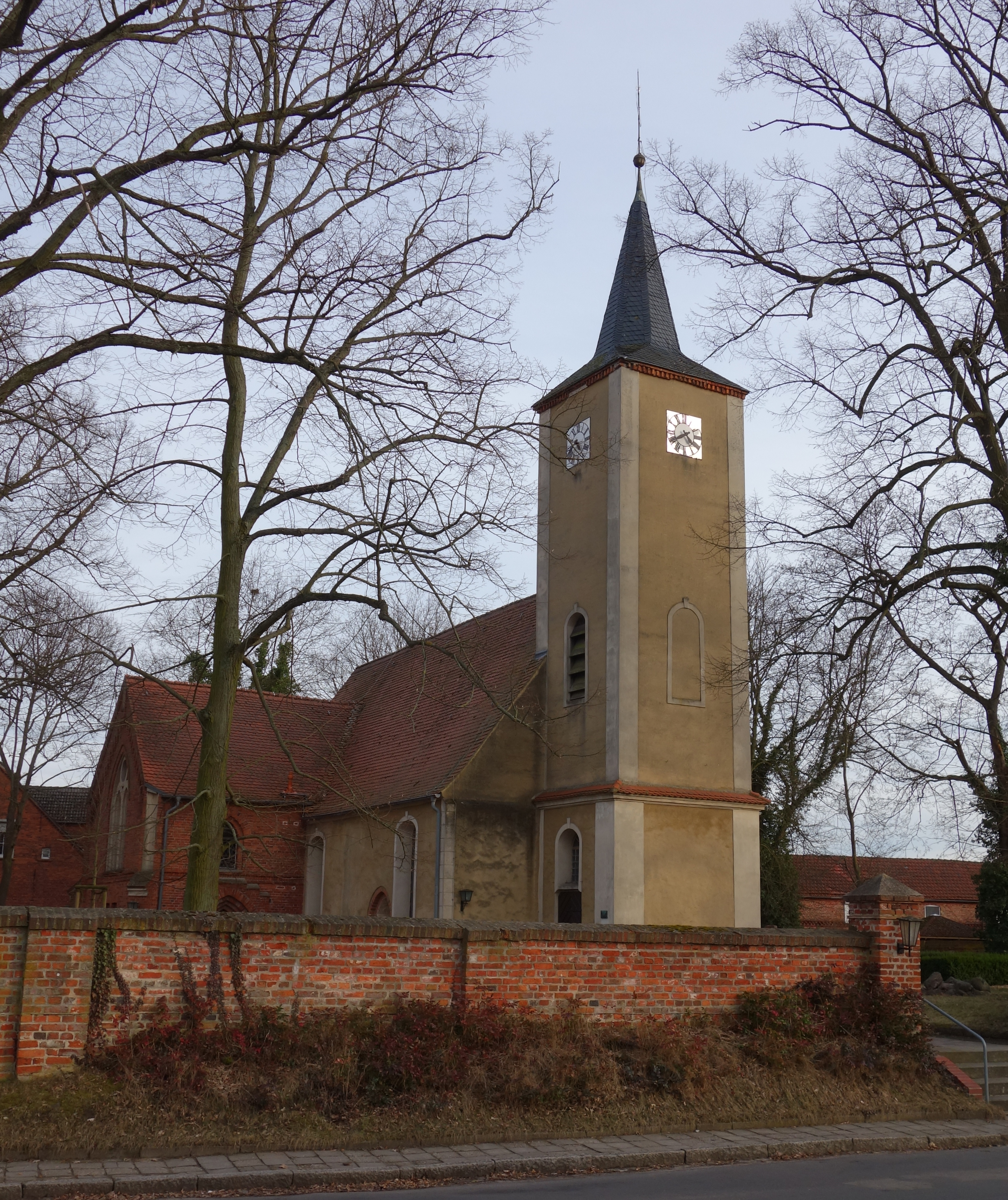
Dorfkirche Nennhausen

Die evangelische Dorfkirche Nennhausen ist eine Saalkirche in Nennhausen, einer Gemeinde im brandenburgischen Landkreis Havelland. Die Kirchengemeinde gehört der evangelischen Reformationsgemeinde Westhavelland im Kirchenkreis Nauen-Rathenow der Evangelischen Kirche Berlin-Brandenburg-schlesische Oberlausitz an. Das Gebäude steht unter Denkmalschutz.

## Beschreibung
Das Kirchengebäude steht im Nennhausener Ortskern an der Hauptstraße, gegenüber des Fouque-Platzes.
Es handelt sich um einen verputzten Feldsteinsaalbau mit einem quadratischen Westturm. Das Schiff ist im Kern spätgotisch und stammt aus dem Jahr 1475. An der Nordseite befindet sich ein getrepptes Spitzbogenportal in Backstein, welches allerdings vermauert ist. Die barocken Korbbogenfenster wurden im Jahr 1783 umgestaltet. Der Ostgiebel ist mit rechteckiger Stabwerkgliederung aus verputztem Backstein versehen und datiert auf das Jahr 1613. Der Turm wurde ebenfalls im Jahr 1783 im barocken Stil umgestaltet. Sein Oberteil besteht aus verputztem Fachwerk schließt mit einer Achteckspitze ab. Im späten 19. Jahrhundert wurde eine zweigeschossige, neugotische Backsteinvorhalle an die Nordseite angefügt, unter Einbeziehung eines Gruftanbaus aus dem 17. Jahrhundert.

### Ausstattung
Im Inneren befindet sich eine Hufeisenempore von 1783; an der Brüstung sind Wappenmalereien aus etwa 1912 zu sehen. Der schlichte Emporenkanzelaltar mit seitlichen Durchgängen stammt aus dem 18. Jahrhundert und integriert einen Kanzelkorb von 1582. In dessen Feldern sind die Evangelisten und Petrus dargestellt. 
Ein Porträtbild des Pfarrers Balthasar Köpke von C. Colasius stammt aus dem Jahr 1678. An der Südwand befindet sich ein prachtvolles Epitaph für Georg von Lochow († 1612) und dessen Ehefrau Agnes, datiert auf das Jahr 1614. Es wurde von deren Söhnen, den Domherren Ludwig und Heinrich von Lochow, gestiftet und ist eine Arbeit des Magdeburger Bildhauers Christoph Dehne. Ein dreigeschossiger Aufbau aus verschiedenfarbigem Marmor und Alabaster ziert das Epitaph. In der Mittelbahn sind über einer Inschriftkartusche drei szenische Reliefs zu sehen, in der Predella die Auferweckung der Toten, im Hauptfeld das Jüngste Gericht, davor die Freifigur des Auferstandenen und im Auszug die Kreuzigung. Große Konsolen tragen die rahmenden Doppelsäulen. Auf den seitlichen Schweifgiebeln sind die knienden Verstorbenen in zeitgenössischer Tracht zu sehen. In Muschelnischen und auf dem Gebälk befinden sich Freifiguren der zwölf Apostel und eine Reiterfigur des heiligen Georg. Das Epitaph wurde 2020 umfangreich restauriert und dabei auch die Position der Apostel richtiggestellt, nachdem diese bei einer früheren Restaurierung teilweise vertauscht worden waren. An der Nordwand sind vier gut erhaltene Sandsteingrabplatten zu sehen, ebenfalls für Georg von Lochow († 1612) und Ehefrau († 1595) sowie deren Enkelkinder Ludwig († 1611) und Aehrtmann von Lochow († 1621). Die Verstorbenen sind in perspektivischen Beschlagwerknischen dargestellt.
Ein weiteres Epitaph für Theodor Heinrich Rochus von Rochow, der im Jahr 1854 verstarb, besteht aus Sandstein und wird von einem Rahmen umgeben. Der Rahmen ist in charakteristisch neugotischen Formen gestaltet und wird von flankierenden Ritterfiguren geschmückt, die von F. Adler aus Berlin geschaffen wurden.
Die Orgel wurde 1849 von Carl Ludwig Gesell gefertigt.

#### Taufengel
Ein aus Lindenholz geschnitzter Taufengel stammt ursprünglich aus der Dorfkirche Landin, die im frühen 18. Jahrhundert unter der Schirmherrschaft der Familie von Bredow erbaut und ausgestattet wurde, und steht gesondert unter Denkmalschutz. Der Taufengel wurde höchstwahrscheinlich zeitgleich mit dem Kanzelaltar, der auf das Jahr 1736 datiert wird, geschaffen. Wie viele andere Taufengel wurde er bald aus der Kirche entfernt. Im 1913 erschienenen Werk Die Kunstdenkmäler des Kreises Westhavelland wird von den Überresten eines Taufengels im Dachraum berichtet. Später wurde er unter anderem im Pfarrhaus in Stechow aufbewahrt. Seit 2006 hängt der als Fragment erhaltene Taufengel in Nennhausen südwestlich des Altars, neben dem bedeutenden Epitaph für Georg von Lochow und seine Ehefrau Agnes. 
Die Anschlussstellen der verlorenen Arme deuten darauf hin, dass der Engel die Taufschale in beiden weit nach vorn gestreckten Händen gehalten hat. Diese Haltung wirkt etwas ungewöhnlich für das Brandenburger Umfeld; vergleichbare Engel sind eher westlich der Elbe zu finden. Das zweiteilige Gewand mit Gürtel fällt durch die breiten, hinten schwungvoll eingerollten Säume auf. Neben dem Verlust der beiden Arme mit dem Taufschalenträger sind auch die Flügel sowie Teile der Nase und des Gewandes verloren gegangen, ebenso wie große Bereiche der ursprünglichen Farbfassung. Die nur gering erhaltenen Farbreste lassen ein weißes Gewand, ein blaues Untergewand und metallisch beschichtete Haare, Gürtel und Gewandsäume erahnen.